# 欧洲各共同体预算条约
欧洲各共同体预算条约（英語：The Budgetary treaties of the European Communities）是指在1970年代修改《罗马条约》有关欧洲各共同体（现欧洲联盟）预算时所制订两项条约的合称。
第一项条约于1970年签署，就所谓的“非强制性支出”给予欧洲议会最终决定权。所有基于欧洲联盟基本条约（包含共同农业政策）及国际协议的支出为“强制性支出”；其余则为“非强制性支出”。第二项条约则于1975年签署，它授予欧洲议会否决整个预算的权力并以此建立了欧洲审计院。然而，欧洲联盟理事会仍然对强制支出拥有最终决定权，而欧洲议会对非强制性支出拥有最终决定权。
由于这些条约，现在欧盟的预算权力由欧盟理事会和欧洲议会共同拥有；议会负责根据欧洲审计法院的年度报告执行以前的预算。它仅在1984年和1998年两次拒绝批准该预算，后者导致了桑特委员会的辞职。